# Liste der Gedenktafeln in Berlin-Rahnsdorf
Die Liste der Gedenktafeln in Berlin–Rahnsdorf enthält die Namen, Standorte und, soweit bekannt, das Datum der Enthüllung von Gedenktafeln.
Die Liste ist nicht vollständig.

## Rahnsdorf
| Bild | Name                              | Standort               | Datum der Enthüllung |
| ---- | --------------------------------- | ---------------------- | -------------------- |
|      | Arbeitsgemeinschaft Wasserrettung | Dorfstraße 25          |                      |
|      | Brotaufruhr                       | Fürstenwalder Allee 27 |                      |
|      | Heinrich Drake                    | Hochlandstraße 13      |                      |
|      | Heinrich Drake                    | Schönblicker Straße    |                      |
|      | Fischerdorf Rahnsdorf             | Dorfstraße 25          |                      |
|      | August Herrmann                   | Dorfstraße 25          |                      |
|      | August Herrmann                   | Fürstenwalder Allee 93 |                      |
|      | August Herrmann                   | Fürstenwalder Allee 93 | 19. Juni 2023        |
|      | Karl Hillert                      | Schönblicker Straße    |                      |
|      | Ingeborg Hunzinger                | Püttbergeweg ggü. 1    |                      |
|      | Paul Imhoff                       | Fürstenwalder Allee 93 |                      |
|      | Ferdinand Gustav Jacky            | Fürstenwalder Allee 93 |                      |
|      | Fischer Kahlenberg                | Dorfstraße 25          |                      |
|      | Lager Wilhelmshagen               | Schönblicker Straße    |                      |
|      | Friedrich Linsener                | Fürstenwalder Allee 93 |                      |
|      | Wilhelm Linsener                  | Fürstenwalder Allee 93 |                      |
|      | Karl Lupe                         | Dorfstraße 25          |                      |
|      | Franz Albert Martin               | Fürstenwalder Allee 93 |                      |
|      | Clara Müller-Jahnke               | Lassallestraße 67      |                      |
|      | Clara Müller-Jahnke               | Saarower Weg 51        |                      |
|      | Wilhelm Paul                      | Fürstenwalder Allee 93 |                      |
|      | Richard Puls                      | Fürstenwalder Allee 93 | 19. Juni 2023        |
|      | Josef Schmidt                     | Fürstenwalder Allee 93 |                      |
|      | Schul- und Künstlerhaus           | Dorfstraße 25          |                      |
|      | Emil Schwarzenstein               | Fürstenwalder Damm 852 |                      |
|      | Triglawbrücke                     | Triglawbrücke          |                      |
|      | Völkerschlacht bei Leipzig        | Mühlenweg 61           |                      |
|      | Julius Ferdinand Zimmermann       | Fürstenwalder Allee 93 |                      |
|      | Zugunglück in Rahnsdorf           | Fürstenwalder Allee 93 |                      |
|      | Zugunglück in Rahnsdorf           | Fürstenwalder Allee 93 |                      |